# Magdalena Maleeva
Magdalena Georgieva Maleeva (uitspr. Maleëva of Malejeva) (Bulgaars: Магдалена Георгиева Малеева) (Sofia, 1 april 1975) is een voormalig professioneel tennisspeelster uit Bulgarije. Zij komt uit een tennisfamilie. Ook haar oudere zussen Katerina en Manuela waren topspeelsters in het tennis. Haar moeder Julia Berberian was een professioneel tennisspeelster voor Bulgarije in de jaren zestig. Zij trainde haar drie dochters.

## Loopbaan
Magdalena begon haar professionele carrière in 1989. In oktober 2005 besloot zij te stoppen, waarna geen van de Maleeva-zussen nog actief was.
Maleeva nam driemaal deel aan de Olympische spelen: in 1992 (Barcelona, derde ronde), in 1996 (Atlanta, ook derde ronde) en in 2004 (Athene, tweede ronde).
Haar beste resultaat op een grandslamtoernooi is de kwartfinale op het US Open in 1992, waarin zij verloor van haar oudere zus Manuela. Ook in het dubbelspel bereikte zij een kwartfinale, op het US Open in 2003 samen met de Zuid-Afrikaanse Liezel Huber. Haar hoogste notering op de WTA-ranglijst is de 4e plaats, die zij bereikte in januari 1996; in het dubbelspel was dat de 13e plek, in februari 2004. Op de WTA-tour won zij tien toernooien in het enkelspel en vijf in het dubbelspel.
In de periode 1991–2011 maakte Maleeva deel uit van het Bulgaarse Fed Cup-team – zij vergaarde daar een winst/verlies-balans van 27–17.
In 1993 was Maleeva de tegenstandster van Monica Seles op het WTA-toernooi van Hamburg, toen een gestoorde fan van Steffi Graf Seles met een mes neerstak.

## Posities op deWTA-ranglijst
Positie per einde seizoen:
| jaar | rang enkelspel | rang dubbelspel |
| ---- | -------------- | --------------- |
| 1989 | 216            | 576             |
| 1990 | 73             | 83              |
| 1991 | 38             | 97              |
| 1992 | 20             | 101             |
| 1993 | 16             | 35              |
| 1994 | 11             | 131             |
| 1995 | 6              | 824             |
| 1996 | 19             | –               |
| 1997 | 36             | 363             |
| 1998 | 115            | 892             |
| 1999 | 89             | 340             |
| 2000 | 22             | 129             |
| 2001 | 16             | 92              |
| 2002 | 14             | 54              |
| 2003 | 30             | 14              |
| 2004 | 25             | 51              |
| 2005 | 52             | 92              |

## Palmares
| Legenda                |
| ---------------------- |
| Grandslamtoernooi      |
| Olympische Spelen      |
| Year-End Championships |
| Tier I                 |
| Tier II                |
| Tier III               |
| Tier IV & V            |

### WTA-finaleplaatsen enkelspel
| nr.              | finale     | toernooi        | ondergrond    | tegenstandster      | score         |         |
| ---------------- | ---------- | --------------- | ------------- | ------------------- | ------------- | ------- |
| gewonnen finales |            |                 |               |                     |               |         |
| 01.              | 1992-07-26 | WTA San Marino  | gravel        | Federica Bonsignori | 7-6, 6-4      | details |
| 02.              | 1994-09-24 | WTA Moskou      | tapijt (i)    | Sandra Cecchini     | 7-5, 6-1      | details |
| 03.              | 1994-10-09 | WTA Zürich      | tapijt (i)    | Natallja Zverava    | 7-5, 3-6, 6-4 | details |
| 04.              | 1995-02-12 | WTA Chicago     | tapijt (i)    | Lisa Raymond        | 7-5, 7-6      | details |
| 05.              | 1995-09-23 | WTA Moskou      | tapijt (i)    | Jelena Makarova     | 6-4, 6-2      | details |
| 06.              | 1995-11-05 | WTA Oakland     | tapijt (i)    | Ai Sugiyama         | 6-3, 6-4      | details |
| 07.              | 1999-11-21 | WTA Pattaya     | hardcourt     | Anne Kremer         | 4-6, 6-1, 6-2 | details |
| 08.              | 2001-04-22 | WTA Boedapest   | gravel        | Anne Kremer         | 3-6, 6-2, 6-4 | details |
| 09.              | 2002-10-06 | WTA Moskou      | tapijt (i)    | Lindsay Davenport   | 5-7, 6-3, 7-6 | details |
| 10.              | 2003-06-15 | WTA Birmingham  | gras          | Shinobu Asagoe      | 6-1, 6-4      | details |
| verloren finales |            |                 |               |                     |               |         |
| 01.              | 1991-04-28 | WTA Bol         | gravel        | Sandra Cecchini     | 4-6, 6-3, 5-7 | details |
| 02.              | 1993-01-10 | WTA Brisbane    | hardcourt     | Conchita Martínez   | 3-6, 4-6      | details |
| 03.              | 1995-04-02 | WTA Hilton Head | gravel        | Conchita Martínez   | 1-6, 1-6      | details |
| 04.              | 1995-05-21 | WTA Berlijn     | gravel        | Arantxa Sánchez     | 4-6, 1-6      | details |
| 05.              | 1995-10-01 | WTA Leipzig     | tapijt (i)    | Anke Huber          | forfait       | details |
| 06.              | 1996-05-25 | WTA Madrid      | gravel        | Jana Novotná        | 6-4, 4-6, 3-6 | details |
| 07.              | 2000-10-01 | WTA Luxemburg   | tapijt (i)    | Jennifer Capriati   | 6-4, 1-6, 4-6 | details |
| 08.              | 2001-02-18 | WTA Nice        | tapijt (i)    | Amélie Mauresmo     | 2-6, 0-6      | details |
| 09.              | 2001-09-30 | WTA Leipzig     | tapijt (i)    | Kim Clijsters       | 1-6, 1-6      | details |
| 10.              | 2002-10-27 | WTA Luxemburg   | hardcourt (i) | Kim Clijsters       | 1-6, 2-6      | details |
| 11.              | 2004-02-08 | WTA Tokio       | tapijt (i)    | Lindsay Davenport   | 4-6, 1-6      | details |

### WTA-finaleplaatsen vrouwendubbelspel
| nr.              | finale     | toernooi       | ondergrond | partner            | tegenstandsters                         | score         |         |
| ---------------- | ---------- | -------------- | ---------- | ------------------ | --------------------------------------- | ------------- | ------- |
| gewonnen finales |            |                |            |                    |                                         |               |         |
| 1.               | 1991-04-28 | WTA Bol        | gravel     | Laura Golarsa      | Sandra Cecchini Laura Garrone           | walk-over     | details |
| 2.               | 2002-02-17 | WTA Antwerpen  | tapijt (i) | Patty Schnyder     | Nathalie Dechy Meilen Tu                | 6-3, 6-7, 6-3 | details |
| 3.               | 2003-03-30 | WTA Miami      | hardcourt  | Liezel Huber       | Shinobu Asagoe Nana Miyagi              | 6-4, 3-6, 7-5 | details |
| 4.               | 2003-05-04 | WTA Warschau   | gravel     | Liezel Huber       | Eléni Daniilídou Francesca Schiavone    | 3-6, 6-4, 6-2 | details |
| 5.               | 2005-01-08 | WTA Gold Coast | hardcourt  | Jelena Lichovtseva | Maria Elena Camerin Silvia Farina       | 6-3, 5-7, 6-1 | details |
| verloren finales |            |                |            |                    |                                         |               |         |
| 1.               | 1993-02-14 | WTA Osaka      | tapijt (i) | Manuela Maleeva    | Larisa Neiland Jana Novotná             | 1-6, 3-6      | details |
| 2.               | 1993-04-25 | WTA Barcelona  | gravel     | Manuela Maleeva    | Conchita Martínez Arantxa Sánchez       | 6-4, 1-6, 0-6 | details |
| 3.               | 2002-06-22 | WTA Rosmalen   | gras       | Bianka Lamade      | Catherine Barclay Martina Müller        | 4-6, 5-7      | details |
| 4.               | 2004-01-10 | WTA Gold Coast | hardcourt  | Liezel Huber       | Svetlana Koeznetsova Jelena Lichovtseva | 3-6, 4-6      | details |
| 5.               | 2004-02-08 | WTA Tokio      | tapijt (i) | Jelena Lichovtseva | Cara Black Rennae Stubbs                | 0-6, 1-6      | details |

## Resultaten grandslamtoernooien
| Legenda | Legenda                          |
| ------- | -------------------------------- |
| g.t.    | geen toernooi gehouden           |
| l.c.    | lagere categorie                 |
| –       | niet deelgenomen                 |
| G       | uitgeschakeld in de groepsfase   |
| 1R      | uitgeschakeld in de eerste ronde |
| 2R      | uitgeschakeld in de tweede ronde |
| 3R      | uitgeschakeld in de derde ronde  |
| 4R      | uitgeschakeld in de vierde ronde |
| KF      | uitgeschakeld in de kwartfinale  |
| HF      | uitgeschakeld in de halve finale |
| F       | de finale verloren               |
| W       | het toernooi gewonnen            |
| w-v     | winst/verlies-balans             |

### Enkelspel
| toernooi        | 1990 | 1991 | 1992 | 1993 | 1994 | 1995 | 1996 | 1997 | 1998 | 1999 | 2000 | 2001 | 2002 | 2003 | 2004 | 2005 |
| --------------- | ---- | ---- | ---- | ---- | ---- | ---- | ---- | ---- | ---- | ---- | ---- | ---- | ---- | ---- | ---- | ---- |
| Australian Open | –    | 4R   | 1R   | 4R   | 4R   | 1R   | –    | –    | 1R   | –    | 1R   | 1R   | 4R   | 3R   | 2R   | 3R   |
| Roland Garros   | 3R   | 1R   | 3R   | 4R   | 1R   | 2R   | 4R   | 1R   | –    | 1R   | 3R   | 1R   | 1R   | 4R   | 4R   | 2R   |
| Wimbledon       | 2R   | 1R   | 1R   | 3R   | 2R   | –    | 2R   | 3R   | –    | –    | 2R   | 4R   | 4R   | 2R   | 4R   | 4R   |
| US Open         | 1R   | 2R   | KF   | 4R   | 4R   | 2R   | 1R   | 3R   | –    | –    | 2R   | 2R   | 3R   | 1R   | 2R   | 2R   |

### Vrouwendubbelspel
| toernooi        | 1990 | 1991 | 1992 | 1993 | 1994 | 1995 |    | 2000 | 2001 | 2002 | 2003 | 2004 | 2005 |
| --------------- | ---- | ---- | ---- | ---- | ---- | ---- | -- | ---- | ---- | ---- | ---- | ---- | ---- |
| Australian Open | –    | 1R   | 3R   | 2R   | –    | 1R   | –  | 3R   | 2R   | 1R   | 3R   | –    |      |
| Roland Garros   | –    | 1R   | 1R   | 3R   | 1R   | –    | –  | 2R   | –    | 1R   | 1R   | –    |      |
| Wimbledon       | –    | 1R   | 1R   | 3R   | 1R   | –    | –  | 1R   | –    | 3R   | –    | –    |      |
| US Open         | 1R   | 1R   | 1R   | 1R   | 2R   | –    | 1R | 1R   | –    | KF   | –    | 2R   |      |

### Gemengd dubbelspel
| Australian Open | –  | –  | –  |
| Roland Garros   | 2R | 1R | –  |
| Wimbledon       | –  | –  | 1R |
| US Open         | –  | –  | –  |